# Alexis Le Strat
Alexis Le Strat (* 14. Juli 1898 in Ploërmel; † 30. August 1970 in Rennes) war ein französischer Politiker der SFIO. Von 1956 bis 1958 war er Abgeordneter der Nationalversammlung.

## Leben und Werdegang

### Frühes Leben und Beruf
Le Strat stammte aus einfachen Verhältnissen und erreichte 1914 die Aufnahme in eine Hochschule für Lehrer. Im April 1917 wurde er mobilisiert und musste am Ersten Weltkrieg teilnehmen. Dabei absolvierte er eine Ausbildung zum Piloten, die er im Oktober 1918 kurz vor Kriegsende abschloss. In den 1920er-Jahren war er an verschiedenen Schulen in seiner bretonischen Heimatregion als Lehrer tätig, bevor er 1933 in Rennes den Aufstieg zum Schulleiter schaffte. Anschließend leitete er von 1945 bis 1955 eine Berufsbildungsschule. 1939 wurde er mobilisiert und zählte dadurch zu Denjenigen, die sowohl am Ersten als auch am Zweiten Weltkrieg teilnehmen mussten. Im September 1940 wurde er von seinen militärischen Pflichten wieder entbunden.

### Laufbahn in politischen Ämtern
1927 trat Le Strat der sozialistischen Partei SFIO bei, war aber zunächst nur wenig aktiv. Er engagierte sich gegen die Bedrohung durch rechtsextreme Kräfte und wurde 1934 zum stellvertretenden Vorsitzenden einer antifaschistischen Gruppierung für die Stadt Rennes gewählt. Zwei Jahre darauf wurde er lokaler Präsident der Front populaire. Überdies verband er Beruf und Politik, als er von 1934 bis 1939 Sekretär der Lehrergewerkschaft war. Dazu gehörte er ab 1936 der Exekutivkommission des Gewerkschaftsbundes CGT im Département Ille-et-Vilaine an.
Nach dem Zweiten Weltkrieg intensivierte er seine politische Tätigkeit und übernahm im Februar 1947 das Amt des Sekretärs der SFIO auf Départementsebene. Im Oktober desselben Jahres zog er in den Stadtrat von Rennes ein und wurde ein stellvertretender Bürgermeister. Er setzte sich als solcher insbesondere für den Ausbau des sozialen Wohnungsbaus ein. Nach seiner Wiederwahl 1953 wurde er erster Stellvertreter des Stadtoberhauptes. Eine Kandidatur für den Generalrat von Ille-et-Vilaine war 1945 allerdings erfolglos geblieben.
Auf nationaler Ebene kandidierte er 1946 zum ersten Mal für das Parlament, wurde jedoch aufgrund seiner aussichtslosen Listenposition nicht gewählt. Für den Senat trat er 1949 und 1951 erfolglos an. Im Januar 1956 war er hingegen im Département an der Spitze einer Liste aus SFIO und dem Parti républicain, radical et radical-socialiste gesetzt und zog in die Nationalversammlung ein. Dort wurde er in die Kommission für Bildung sowie die für Wiederaufbau, Kriegsschäden und Wohnungswesen aufgenommen. Insgesamt brachte er drei Gesetzesentwürfe ein. Im Juni 1958 stimmte er gegen die Ermächtigung von Charles de Gaulle, wenig später jedoch für die von ihm vorgeschlagene Revision der Verfassung. Daraus ergaben sich die Gründung der fünften Republik und Neuwahlen, sodass er sein Mandat im Dezember 1958 verlor. Ein Jahr darauf schied er aus dem Stadtrat von Rennes aus und eine erneute Kandidatur für die Nationalversammlung blieb 1962 ohne Erfolg. Er starb 1970 im Alter von 72 Jahren.